# Oliva Majatica di Ferrandina
L'oliva Majatica di Ferrandina è una delle varietà storiche dell'olivicoltura da mensa italiana.

## Caratteristiche
Presenta portamento assurgente ma rami penduli; la chioma è folta, con buone vigoria e capacità rizogena. Mignola di medie dimensioni con numero di fiori, ma dati l'aborto ovarico consistente (circa 25%) e la parziale autosterilità si avvale dell'impollinazione incrociata con altre cultivar.
Risente molto delle principali avversità. Comincia precocemente a produrre; la produttività è buona ed alternante, mentre la maturazione un po' tardiva e scalare.

## Cultivar
Di stretta origine locale (fatto confermato dall'abbinamento del nome varietale con il toponimo), l'oliva Majatica di Ferrandina è una cultivar a duplice attitudine diffusa sulle colline materane e nella valle del Basento, in particolare nel territorio di Ferrandina, ma anche in quelli di Salandra, Garaguso, Oliveto Lucano, San Mauro Forte, Stigliano, Craco, Aliano, Accettura, Cirigliano, Gorgoglione, Acerenza, Pietragalla e Cancellara.

### Olio
La resa in olio è buona (22-23%) ma altalenante e non continua nelle annate; il prodotto è colore giallo oro con riflessi verdi ed ha un sapore particolarmente delicato e debolmente fruttato.
Acidità pari allo zero (= 0%; <1%).

### Olive
Le olive nere al forno di Ferrandina sono uno dei principali prodotti tipici della Basilicata e (insieme ad altri quattro prodotti lucani) rientrano nei “Presìdi Slow Food”, i progetti di promozione e salvaguardia delle produzioni tipiche portati avanti dalla “Fondazione Slow Food per la Biodiversità Onlus” che riguardano circa 200 prodotti in tutta Italia.
Le prime testimonianze scritte sulle olive infornate prodotte a Ferrandina risalgono al 1700. Tuttora la lavorazione avviene secondo il metodo tradizionale, solo in parte adeguato ai tempi e alle tecnologie moderne. La lavorazione avveniva in molti dei frantoi a Ferrandina ed ha subito un lento abbandono in parte dovuto al processo di industrializzazione della Val Basento.
Per un lungo periodo custode della produzione è rimasto il solo frantoio Lacertosa a cui si sono affiancati altri produttori soltanto da qualche anno.
Le olive destinate al trattamento sono di grandi dimensioni, polpose e di colore nero. Sono raccolte a completa maturità, quando raggiungono una giusta colorazione scura e vengono appassite per una settimana su ripiani di legno. Sono poi scottate in acqua bollente per pochi minuti, con lo scopo di deamarificare le olive, quindi vengono scolate, salate e aromatizzate con origano e finocchio selvatico. Dopo alcuni giorni di stagionatura sono avvizzite a temperatura moderata con due successive cotture in essiccatoi che con il tempo hanno sostituito i tradizionali forni a legna.
A tavola si sposano benissimo con i salumi, i pecorini stagionati ma anche con preparazioni più complesse come l'insalata di arance, la zuppa di zucca gialla oppure il baccalà in umido. Sono in ogni caso ottime anche da sole, condite con olio extravergine di oliva, aglio fresco a pezzetti e scorze di arancia e limone grattugiate.